# Рудоуправління імені К. Лібкнехта
Рудоуправління імені К. Лібкнехта  — колишнє підприємство гірничодобувної галузі з видобутку та переробки залізняку на базі Криворізького залізорудного басейну в місті Кривий Ріг.
Входило до складу ВО «Кривбасруда».

## Історія
Рудник заснований 1886 року Південно-Російським Дніпровським металургійним товариством на землях поміщика Шмакова.
У 1927 році присвоєно ім'я Карла Лібкнехта.
У 1973 році рудоуправління імені Карла Лібкнехта увійшло до складу промислового об'єднання «Кривбасруда».
У травні 1980 року відкрито пам'ятник робітникам і службовцям рудоуправління імені Карла Лібкнехта, які загинули у роки Великої Вітчизняної війни.
У 1986 році річний видобуток сирої руди становив 2,6 млн тонн.

## Характеристика
Основними структурними елементами району родовища є Саксаганська синкліналь та антикліналь, що входять до Криворізько-Кременчуцької фаціальної зони Криворізького залізорудного басейну.
Близько 70% руд мартитові, решта — гетіто-гематитові. Основні рудні мінерали: мартит, гематит, гетит. Балансові запаси багатих руд на 1984 становили 150,1 млн тонн із вмістом заліза 58 %; магнетитових кварцитів – 632,5 млн тонн із вмістом заліза 32,8 %. 
З видобутої сировини виробляються агломераційна та доменна руди.
Родовище розкрито вертикальними рудопідйомними, вентиляційними, допоміжними та дренажними стволами. 
Глибина очисних робіт близько 1200 метрів, з підготовки нових горизонтів — понад 1300 метрів. Система розробки — підповерховий обвал з відбіванням горизонтальних та вертикальних шарів руди глибокими свердловинами. 
Втрати руди 14,3%, розубожування — 9,2%. 
Гідрогеологічні умови розробки родовища складні, водоприток — 500 м³/год. Доставка руди із вибоїв скреперна, відкатка до стволів електровозна. 
З гірничотранспортного обладнання використовуються бурові установки, вантажні машини, механізовані комплекси для проходження повстаючих. Видана на поверхню руда дробиться та сортується за класами на дробильно-сортувальній фабриці.
Звільнені землі рекультивувалися.

## Структура
До складу рудоуправління входили шахта «Родіна», дробильно-сортувальна фабрика, електромеханічний, ремонтно-будівельний та інші цехи.